# Ali Al-Asmari
Ali Hassan Al-Asmari (in arabo علي حسن الاسمري‎?; Gedda, 12 gennaio 1997) è un calciatore saudita, centrocampista del Neom e della nazionale saudita.

## Statistiche

### Presenze e reti nei club
Statistiche aggiornate al 29 gennaio 2025
| Stagione        | Squadra         | Campionato      | Campionato | Campionato | Coppe nazionali | Coppe nazionali | Coppe nazionali | Coppe continentali | Coppe continentali | Coppe continentali | Altre coppe | Altre coppe | Altre coppe | Totale | Totale |
| Stagione        | Squadra         | Comp            | Pres       | Reti       | Comp            | Pres            | Reti            | Comp               | Pres               | Reti               | Comp        | Pres        | Reti        | Pres   | Reti   |
| --------------- | --------------- | --------------- | ---------- | ---------- | --------------- | --------------- | --------------- | ------------------ | ------------------ | ------------------ | ----------- | ----------- | ----------- | ------ | ------ |
| 2016-2017       | Al-Ahli         | -               | -          | -          | -               | -               | -               | AFC                | 1                  | 0                  | -           | -           | -           | 1      | 0      |
| 2017-2018       | Al-Ahli         | SPL             | 4          | 0          | KCC             | 0               | 0               | AFC                | 1                  | 0                  |             | -           | -           | 5      | 0      |
| 2018-2019       | Ohod            | SPL             | 21         | 1          | KCC             | 0               | 0               | -                  | -                  | -                  |             | -           | -           | 21     | 1      |
| ago.2019        | Al-Ahli         | -               | -          | -          | -               | -               | -               | AFC                | 1                  | 0                  |             | -           | -           | 1      | 0      |
| 2019-2020       | Al-Ahli         | SPL             | 19         | 2          | KCC             | 1               | 0               | AFC                | 5+1                | 0+0                |             | -           | -           | 26     | 2      |
| 2020-2021       | Al-Ahli         | SPL             | 25         | 0          | KCC             | 0               | 0               | AFC                | 4                  | 0                  |             | -           | -           | 29     | 0      |
| 2021-2022       | Al-Ahli         | SPL             | 14         | 0          | KCC             | 1               | 0               | -                  | -                  | -                  |             | -           | -           | 15     | 0      |
| 2022-2023       | Al-Ahli         | PD              | 11         | 1          | -               | -               | -               | -                  | -                  | -                  |             | -           | -           | 11     | 1      |
| 2023-2024       | Al-Ahli         | PD              | 13         | 0          | KC              | 2               | 0               | -                  | -                  | -                  |             | -           | -           | 15     | 0      |
| 2024-gen. 2025  | Al-Ahli         | PD              | 10         | 1          | KC              | 0               | 0               | AFC                | 2                  | 0                  | SS          | 0           | 0           | 12     | 1      |
| Totale Al Ahli  | Totale Al Ahli  | Totale Al Ahli  | 95         | 4          |                 | 4               | 0               |                    | 15                 | 0                  |             | 0           | 0           | 115    | 4      |
| Totale carriera | Totale carriera | Totale carriera | 118        | 5          |                 | 4               | 0               |                    | 15                 | 0                  |             | 0           | 0           | 136    | 5      |

### Cronologia presenze e reti in nazionale
| Cronologia completa delle presenze e delle reti in nazionale ― Arabia Saudita | Cronologia completa delle presenze e delle reti in nazionale ― Arabia Saudita | Cronologia completa delle presenze e delle reti in nazionale ― Arabia Saudita | Cronologia completa delle presenze e delle reti in nazionale ― Arabia Saudita | Cronologia completa delle presenze e delle reti in nazionale ― Arabia Saudita | Cronologia completa delle presenze e delle reti in nazionale ― Arabia Saudita | Cronologia completa delle presenze e delle reti in nazionale ― Arabia Saudita | Cronologia completa delle presenze e delle reti in nazionale ― Arabia Saudita |
| Data                                                                          | Città                                                                         | In casa                                                                       | Risultato                                                                     | Ospiti                                                                        | Competizione                                                                  | Reti                                                                          | Note                                                                          |
| ----------------------------------------------------------------------------- | ----------------------------------------------------------------------------- | ----------------------------------------------------------------------------- | ----------------------------------------------------------------------------- | ----------------------------------------------------------------------------- | ----------------------------------------------------------------------------- | ----------------------------------------------------------------------------- | ----------------------------------------------------------------------------- |
| 25-3-2021                                                                     | Riad                                                                          | Arabia Saudita                                                                | 1 – 0                                                                         | Kuwait                                                                        | Amichevole                                                                    | -                                                                             | 60’                                                                           |
| 30-3-2021                                                                     | Riad                                                                          | Arabia Saudita                                                                | 3 – 0                                                                         | Palestina                                                                     | Qual. Mondiali 2022                                                           | -                                                                             | 90’                                                                           |
| 5-6-2021                                                                      | Riad                                                                          | Arabia Saudita                                                                | 3 – 0                                                                         | Yemen                                                                         | Qual. Mondiali 2022                                                           | -                                                                             | 87’                                                                           |
| 11-6-2021                                                                     | Singapore                                                                     | Singapore                                                                     | 0 – 3                                                                         | Arabia Saudita                                                                | Qual. Mondiali 2022                                                           | -                                                                             | 46’                                                                           |
| 15-10-2024                                                                    | Gedda                                                                         | Arabia Saudita                                                                | 0 – 0                                                                         | Bahrein                                                                       | Qual. Mondiali 2026                                                           | -                                                                             | 23’ 82’                                                                       |
| Totale                                                                        |                                                                               | Presenze                                                                      | 5                                                                             |                                                                               | Reti                                                                          | 0                                                                             |                                                                               |

## Palmarès

### Club

#### Competizioni nazionali
- Campionato saudita di seconda divisione: 1

Al-Ahli: 2022-2023